# Campeonato de Primera División B 1927 (Argentina)
El Campeonato de Primera División B 1927 fue la primera edición de la Primera División Sección B, torneo que constituyó la vigésimo noveno segunda temporada de la segunda categoría.
El nuevo certamen surgió tras la fusión de la Asociación Argentina de Football y de la Asociación Amateurs de Football. Debido a la gran cantidad de participantes en la máxima categoría, sumado a las condiciones impuestas por la AAmF para fusionarse y que en la División Intermedia ya había suficientes equipos, se dividió a la Primera División en 2 secciones: la Primera División Sección A y la Primera División Sección B.
Por las condiciones de la AAmF, los 11 relegados al nuevo certamen de segunda categoría fueron todos integrantes de la AAF en la temporada anterior, también se sumaron 5 equipos que había sido desafiliados de la AAF durante la temporada anterior. Por último se sumaron los recién ascendidos de la División Intermedia: Honor y Patria, campeón de la AAmF; y Nacional, campeón de la AAF.
Fue disputado entre el 20 de marzo de 1927 y el 8 de enero de 1928.
El torneo consagró campeón a El Porvenir, tras vencer a Temperley por 1 a 0 a falta de 3 partidos que tenía pendientes. El segundo ascenso fue para Argentino de Banfield, tras vencer a Temperley por 1 a 0 y así asegurarse entre los puestos de ascenso.

## Incorporaciones
| Desafiliados de la Primera División 1926 (AAF) |
| ---------------------------------------------- |
| All Boys                                       |
| Colegiales                                     |
| El Porvenir                                    |
| Nueva Chicago                                  |
| Temperley                                      |

| Pos. | Ascendidos de la División Intermedia 1926 (AAF) |
| ---- | ----------------------------------------------- |
| 1°   | Nacional (A)                                    |

| Pos. | Ascendidos de la División Intermedia 1926 (AAmF) |
| ---- | ------------------------------------------------ |
| 1°   | Honor y Patria (B)                               |

| Pos. | Relegados de la Primera División 1926 (AAF) |
| ---- | ------------------------------------------- |
| 4.º  | Balcarce                                    |
| 5.º  | Palermo                                     |
| 6.º  | Argentino de Banfield                       |
| 10.º | Boca Alumni                                 |
| 11.º | Sportsman                                   |
| 12.º | Alvear                                      |
| 13.º | Universal                                   |
| 14.º | General San Martín                          |
| 15.º | Dock Sud                                    |
| 16.º | Del Plata                                   |
| 17.º | Progresista                                 |

## Equipos
| Equipo                | Ciudad               |
| --------------------- | -------------------- |
| All Boys              | Buenos Aires         |
| Alvear                | Buenos Aires         |
| Argentino de Banfield | Banfield             |
| Balcarce              | Buenos Aires         |
| Boca Alumni           | Dock Sud             |
| Colegiales            | Florida Oeste        |
| Del Plata             | Buenos Aires         |
| Dock Sud              | Dock Sud             |
| El Porvenir           | Gerli                |
| General San Martín    | Ciudad de San Martín |
| Honor y Patria        | Bernal               |
| Nacional              | Adrogué              |
| Nueva Chicago         | Buenos Aires         |
| Palermo               | Buenos Aires         |
| Progresista           | Gerli                |
| Sportsman             | Buenos Aires         |
| Temperley             | Temperley            |
| Universal             | Buenos Aires         |

## Sistema de disputa
Se disputó a 2 ruedas, bajo el sistema de todos contra todos. La tabla final de posiciones del torneo se estableció por acumulación de puntos. Concluida la competición, el equipo que ocupara el primer puesto se consagró campeón, y ascendió a Primera División junto al que ocupó el segundo puesto.
Descensos
En la Asamblea del 24 de febrero, previo al inicio del torneo, se resolvió que los últimos ocho posicionados descendieran a División Intermedia; aunque el número de descendidos podía reducirse hasta 4, dependiendo de la cantidad de descendidos que hubiere de Primera División, con el fin de que la cantidad de equipos pase a ser de 13. Sin embargo, el 30 de marzo previo a la disputa de la tercera fecha, el Consejo Directivo aprobó un proyecto en donde los descensos quedaron sin efecto, además de la promoción de más equipos de la División Intermedia.

## Tabla de posiciones
| Pos. | Equipo                | Pts. | PJ | PG | PE | PP | GF | GC | Dif. |
| ---- | --------------------- | ---- | -- | -- | -- | -- | -- | -- | ---- |
| 1.º  | El Porvenir           | 58   | 34 | 27 | 4  | 3  | 73 | 28 | 45   |
| 2.º  | Argentino de Banfield | 50   | 34 | 20 | 10 | 4  | 58 | 25 | 33   |
| 3.º  | Temperley             | 44   | 34 | 18 | 8  | 8  | 52 | 38 | 14   |
| 4.º  | Nueva Chicago         | 41   | 34 | 16 | 9  | 9  | 34 | 25 | 9    |
| 5.º  | All Boys              | 40   | 34 | 12 | 16 | 6  | 42 | 25 | 17   |
| 6.º  | Nacional (A)          | 39   | 34 | 15 | 9  | 10 | 44 | 37 | 7    |
| 7.º  | Dock Sud              | 37   | 34 | 14 | 9  | 11 | 36 | 28 | 8    |
| 8.º  | Colegiales            | 37   | 34 | 14 | 9  | 11 | 46 | 43 | 3    |
| 9.º  | Balcarce              | 34   | 34 | 11 | 12 | 11 | 40 | 36 | 4    |
| 10.º | General San Martín    | 33   | 34 | 12 | 9  | 13 | 50 | 44 | 6    |
| 11.º | Honor y Patria (B)    | 32   | 34 | 11 | 10 | 13 | 39 | 44 | −5   |
| 12.º | Universal             | 30   | 34 | 10 | 10 | 14 | 44 | 57 | −13  |
| 13.º | Progresista           | 29   | 34 | 11 | 7  | 16 | 39 | 51 | −12  |
| 14.º | Alvear                | 27   | 34 | 10 | 7  | 17 | 35 | 46 | −11  |
| 15.º | Del Plata             | 27   | 34 | 11 | 5  | 18 | 44 | 54 | −10  |
| 16.º | Palermo               | 26   | 34 | 8  | 10 | 16 | 48 | 63 | −15  |
| 17.º | Sportsman             | 15   | 34 | 4  | 7  | 23 | 26 | 64 | −38  |
| 18.º | Boca Alumni           | 13   | 34 | 2  | 9  | 23 | 28 | 70 | −42  |

|  | Campeón, ascendió a Primera División Sección A. |
|  | Ascendió a Primera División Sección A.          |
|  | Zona de descenso indirecto.                     |
|  | Zona de descenso.                               |